# Pieck (geslacht)

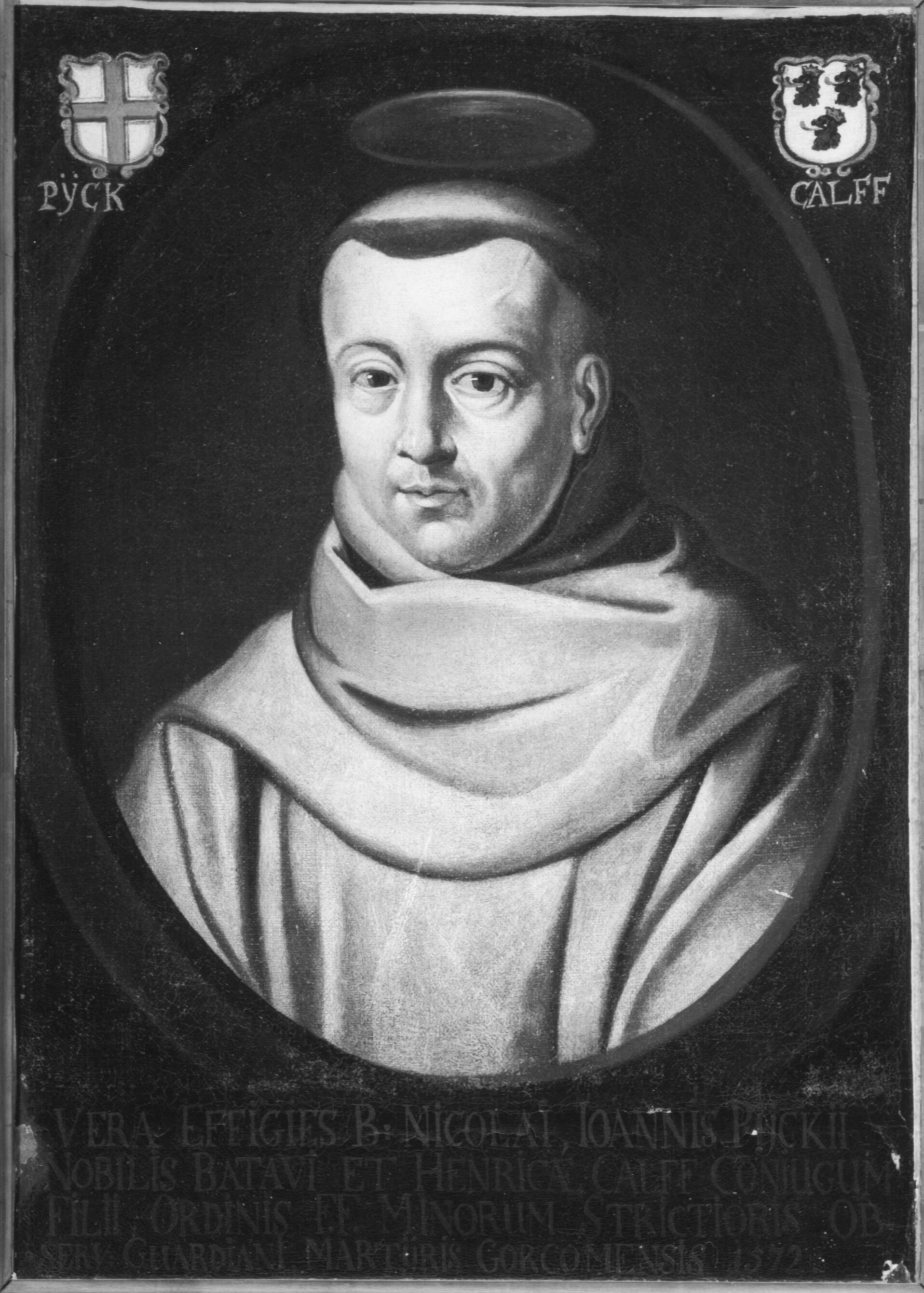
St. Nicolaas Pieck (1534-1572)

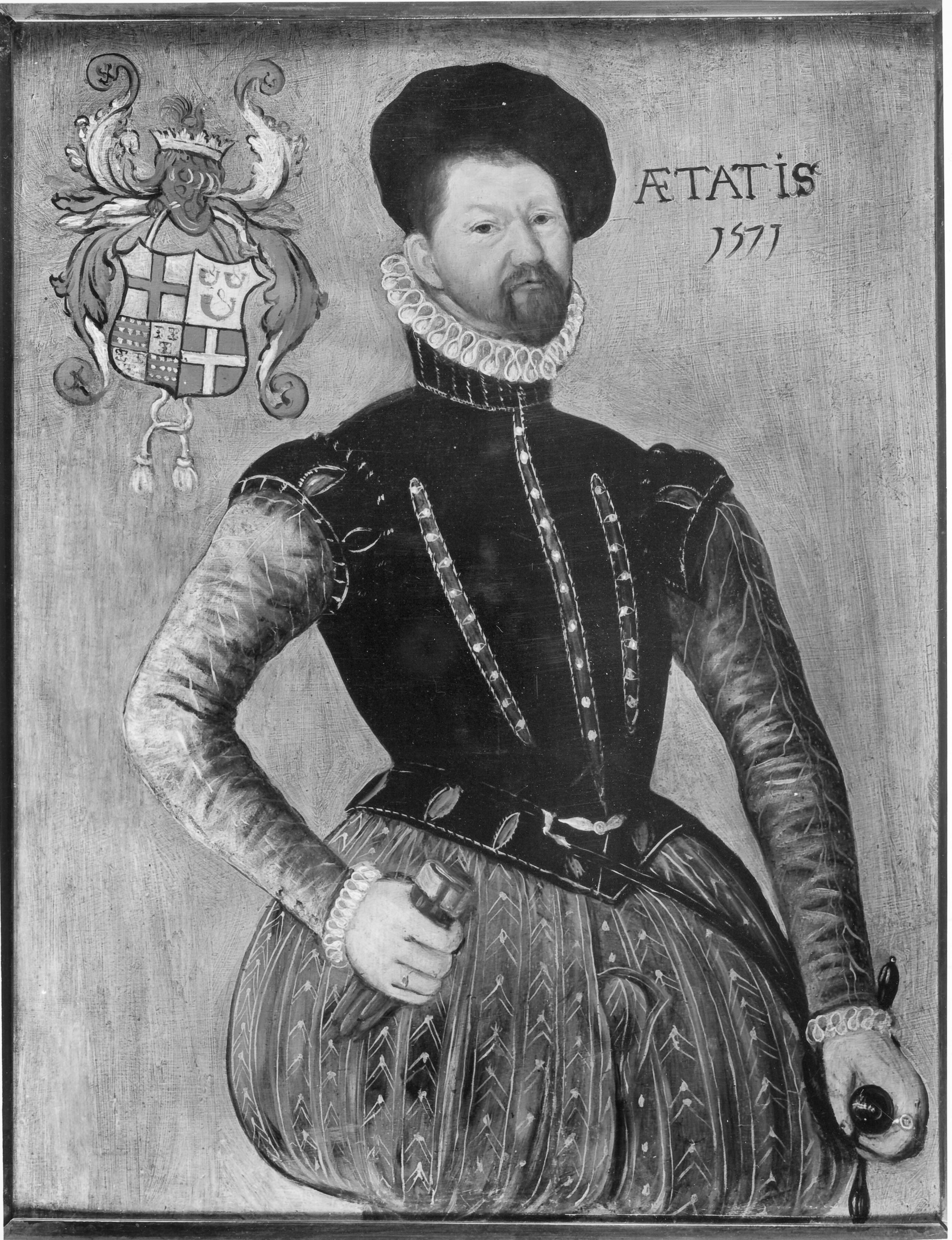
Jan Pieck van Tienhoven (1528-1572)

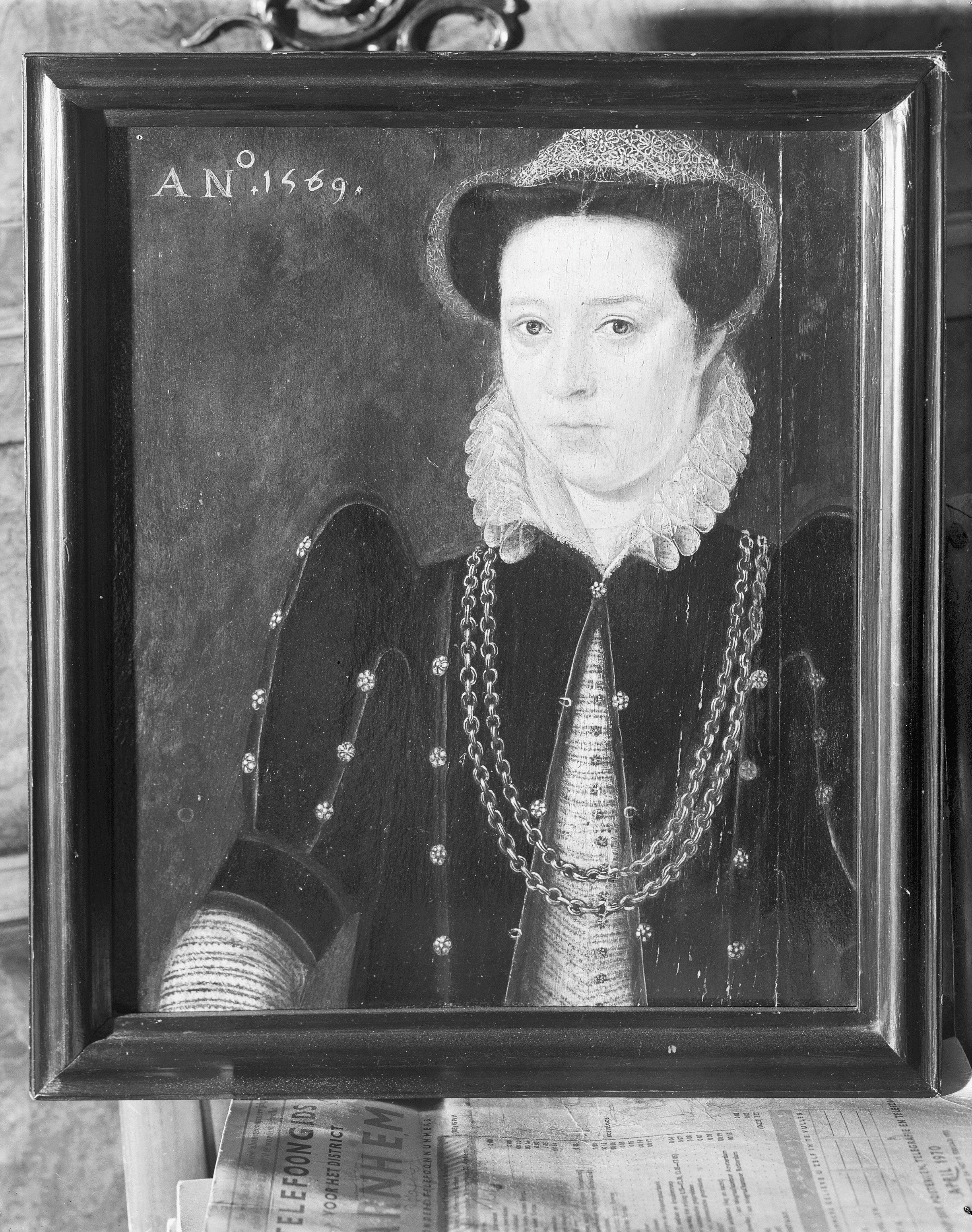
Anna Pieck, collectie Huis te Leur

Pieck (ook: Pieckx en Pijck) was een Gelders adelgeslacht dat sinds de 14e eeuw in het Nijmeegse Kwartier als heren van Beesd riddermatig was geweest.

## Geschiedenis
De stamvader van dit geslacht is Arnold Pieck en vertrok van Nassau naar Gelre. Voor zijn vertrek stond hij bekend als Arnold Spies van Nassau. Hij was een telg van het geslacht Spies, waarvan Spies von Büllesheim een tak is. De Piecken maakten in de 14e en 15e eeuw in hertogelijke dienst carrière en fortuin. Alard Pieck werd rond 1375 ambtman van Neder-Betuwe en Arnt Pieck was in de periode 1400-1413 overste rentmeester van Gelre en dijkgraaf van Over-Betuwe. De familie verstevigde zijn positie door onder meer het ambtmanschap van Beesd en Rhenoy en dat van de Tieler- en Bommelerwaarden in pand te nemen.
Gijsbert Pieck, de zoon van de eerder genoemde Arnt was een welvarend man. Hij nam in 1414 voor 1000 rijnse gulden het ambtmanschap van Beesd en Rhenoy in pand en voor 650 rijnse gulden het Mariënweerdse tiendblok Frederiksakker te Beesd. In 1420 werd de pandsom van het ambtmanschap verhoogd met nog eens 600 rijnse gulden en kreeg hij een deel van het hertogelijk domein te Beesd en Rhenoy in leen. In 1442 legde hij een onbekend bedrag neer om het recht van de hertog tot lossing van deze leengoederen geheel af te kopen. Ook verwierf hij de Wolfswaard, inclusief de hoge en lage rechtsmacht. Zijn broer Frank nam het ambtmanschap van Tieler- en Bommelerwaarden voor 9.268 vlaamse gulden in pand. Deze pandsom werd in 1422 met nog eens 1731 hollandse schild verhoogd. Hij was daarnaast pandhouder van 19 morgen in het kerspel Beesd. De Piecken maakten een fortuin door een combinatie van hertogelijke ambten, allodiale goederen, leengoederen en heerlijke rechten. Vooral de vervulling van ambten lijkt hierin de sleutel tot het succes te zijn geweest. Het vermogen dat zij verdienden, belegde de familie vervolgens vooral in pandnemingen van grond, tienden en ambten, waardoor haar positie nog verder werd versterkt.
In 1437 brak een belangenstrijd uit tussen de norbertijnerabdij Mariënwaerdt en de Piecken. De hertog Arnold van Egmont koos de kant van de abdij.

### Beesd
Een tak van de Piecken hadden hun domicilie in Beesd en was met zes leden vertegenwoordigd onder de pandhouders. De hierboven genoemde Arnt Pieck (overste rentmeester van Gelre) bouwde met toestemming van de hertog in 1401 een rosmolen in het dorp. Zijn zoon Gijsbert verwierf twee versterkte huizen en bemachtigde de absolute machtspositie over het gebied, zowel op economisch, bestuurlijk en juridisch gebied.
Twee generaties later, ten tijde van de Gelderse Onafhankelijkheidsoorlog, speelde het Hoge Huis een grote rol in de twisten tussen de gebroeders Walraven, Cornelis en Gijsbrecht Arnt Pieck. Walraven, de eigenaar, was voorstander van Gelre, terwijl zijn broers Bourgondisch gezind waren. Het kasteel werd in 1492 door Cornelis en een bende Hollanders ingenomen. Walraven werd daarbij gevangengenomen. Een jaar later plunderde Gijsbrecht de abdij Mariënwaerdt. Karel van Gelre belegerde tevergeefs het Hoge Huis zeventien weken lang en probeerde zelfs met Gijsbrecht als gijzelaar Cornelis te dwingen om het kasteel over te geven, maar die weigerde. De hertog liet Gijsbert in Zaltbommel onthoofden en kort daarop werd Walraven dood in zijn cel gevonden. Karel van Gelre maakte abrupt een einde aan het bewind van Cornelis door het kasteel met vierhonderd man in 1511 tijdens een verrassingsaanval te veroveren.
De Piecken bleven uiteindelijk tot 1640 in Beesd.

### Het geslacht sterft uit
Het geslacht Pieck sterft uit in de uithoeken van het koloniale rijk. Anne Frans Willem Pieck was de laatste mannelijke telg van het geslacht Pieck. 
Anne's vader was Willem Hendrik Pieck van Zoelen (1698-1762), lid van de Nijmeegse ridderschap en gecommitteerde ter Staten-Generaal in de Generaliteitrekenkamer. In 1732 was hij met Johanna van Aerssen gehuwd, een dochter van admiraal Francois van Aerssen, commandeur van de Duitsche orde. In 1749 legde Willem Hendrik in Suriname de suikerplantage Zoelen aan. In juli 1752 werd hij in fort Zeelandia gevangen gezet, zonder opgaaf van redenen.
Anne Frans Willem Pieck behoorde als kamerheer van Willem V van Oranje-Nassau tot de stadhouderlijke entourage. Ook met Anne liep het slecht af. Hij was kort nadat hij zijn vader opvolgde in de Nijmeegse ridderschap genoodzaakt een deel van zijn goederen te verkopen en gaf zelf op 4 juni 1767 zijn ridderschap op. De geruïneerde Anne was nu ook genoodzaakt om de oude familiegoederen Beesd, Brakel en Zoelen van de hand te doen. Hij diende enige tijd in het leger en vertrok per schip naar Indië, waar hij omkwam bij een schipbreuk. Zijn jongste broertje Jacob Cornelis Carel was al op vijfjarige leeftijd overleden.
Het familiearchief van het geslacht Pieck is verloren gegaan.

## Wapen
"In zilver een rood kruis"

## Bezittingen
- Hoge Huis (vanaf 1402)
- Lage Huis
- Blauwe Huis